# Harzianu
Herzianu fou una ciutat de l'antiga Mèdia, esmentada per les fonts assíries en temps de Sargon II (716 aC). Levine la situa a les muntanyes Zagros propera a la ruta del Gran Khorasan, però altres experts com Inna Medvedskaya proposen situar-la més a l'est, a la plana d'Hamadan.
L'any 716 aC Sargon II va fer una expedició a Mèdia i al país escita (saka) i va imposar tribut a diversos caps locals, entre els quals Zardukka de Ḫarzianu; El nom reial de Zardukku voldria dir “cor”. El mateix Zardukku de Ḫarzianu apareix citat a la llista de representants de ciutats pagant tribut a Sargon II quan va estar als regnes de Parsua. Ḫarzianu és esmentada també a la llista de ciutats tributaries d'Assíria que s'hauria redactat entre el 716 i el 713 aC